# حسن الترابی
حسن الترابی رهبر اسلام‌گرایان و اخوان‌المسلمین سودان بود.
او در دهه ۹۰ ایدئولوگ اصلی حکومت سودان بود اما اختلافات او با عمر حسن البشیر رئیس‌جمهور این کشور به چند بار بازداشت وی منجر شد.

## درگذشت
حسن عبدالله الترابی، شنبه ۵ مارس ۲۰۱۶ (۱۵ اسفند ۱۳۹۴) در سن ۸۴ سالگی درگذشت.